# Тысяча душ
«Тысяча душ» — социальный роман, который принято считать самым значительным произведением русского писателя А. Ф. Писемского. Представляет широкую панораму дореформенной русской действительности, причём как в столице, так и в провинции. Автор работал над книгой под рабочим названием «Умный человек» в течение пяти лет — с 1853 по 1858 год, когда роман наконец увидел свет.

## Сюжет
Калинович — нищий выпускник университета и литератор-любитель — определён смотрителем училища в провинциальный город. Молодой человек мечтает о блестящей карьере; выше всего он ставит довольство и комфорт. В него беззаветно влюбляется дочь предыдущего смотрителя, Настенька Годнева, однако честолюбивый карьерист не спешит связать себя с девушкой узами брака. Ему удаётся влюбить в себя немолодую дочь генеральши Шеваловой — Полину, наследницу самого крупного в губернии состояния, пресловутой «тысячи душ».
Приехав из глубинки в «могильный город» Петербург, главный герой сходится с авантюристом и казнокрадом князем Иваном Раменским — кузеном и бывшим любовником Полины. После брака с обладательницей «тысячи душ» Калинович благодаря протекции своих новых родственников быстро делает карьеру, становится вице-губернатором, а затем некоторое время исполняет обязанности губернатора.
Достигнув высокого положения в обществе, Калинович начинает неравную борьбу со злоупотреблениями князя Раменского и губернских чиновников, которая заканчивается его отстранением от должности и выходом в отставку. Окончательно разочаровавшись в своих идеалах, постаревший и овдовевший Калинович берёт в жёны верную ему Настеньку, которая стала актрисой.

## Анализ
«Тысяча душ» — необычный для русской классики пример «делового» романа карьеры, который получил распространение во французской литературе XIX века: по отзыву В. Набокова, «нечто вроде „Красного и чёрного“ на русский манер». Неслучайно в истории литературы Писемского принято сближать с французскими писателями — Стендалем, Бальзаком, Мопассаном. Приступая к работе над книгой, Писемский определял свой замысел следующим образом:

Главное и отличительное направление нашего века — практическое: составить себе карьеру, устроить себя покомфортабельнее, обеспечить будущность свою и потомства своего — вот божки, которым поклоняются герои нашего времени. <…> Но дело в том, что человеку, идущему по этому пути, приходится убивать в себе самые благородные, самые справедливые требования сердца, а потом, когда цель достигается, то всегда почти он видит, что стремился к пустякам, видит, что по всей прошедшей жизни подлец и подлец чёрт знает для чего!
Неодолимое стремление к личному комфорту, к тому, чтобы «стать кем-то» (parvenir), делает из Калиновича предшественника чеховского Ионыча. Успех в жизни приходит к нему ценой душевной чёрствости к преданной ему Настеньке.
Опасаясь, что «русский Растиньяк» будет воспринят как сугубо отрицательный персонаж («подлец»), Писемский переработал последнюю часть романа, показав превращение главного героя в борца за общественное благо. По замечанию Ю. Айхенвальда, название книги неслучайно адресует читателя к «Мёртвым душам»:

Калинович соблазнам богатства подпал не в меньшей степени, чем самозваный помещик Чичиков, владелец мертвого. Правда, Калиновича автор потом возродил, сделал его, в должности вице-губернатора, энергичным искоренителем зла, но и тогда не освободил его от сухости сердца, не говоря уже о том, что обновление героя оказалось так же неубедительно и неудачно, как и попытка Гоголя нарисовать положительные образы.

## Резонанс
Публикация последней части романа в журнале «Отечественные записки» столкнулась с цензурными трудностями и стала возможной благодаря содействию И. А. Гончарова. В обстановке предреформенного общественного подъёма роман Писемского получил широкий резонанс, был переведён на некоторые европейские языки. П. В. Анненков откликнулся на него развернутой статьёй «Деловой роман в нашей литературе» (1859). Тем не менее многие рецензенты, включая Н. А. Добролюбова, осудили внезапное и слабо мотивированное перерождение Калиновича из циничного карьериста в борца с казнокрадами.

## Адаптации
В 1971 году Борис Ниренбург поставил по мотивам романа телевизионный спектакль, преимущественно с актёрами Театра им. Е. Вахтангова. Роль Калиновича исполнил В. Лановой, Настеньки — В. Малявина, князя Ивана — Н. Гриценко.